# Shackleton Glacier
Shackleton Glacier är en glaciär i Antarktis. Den ligger i Västantarktis. Nya Zeeland gör anspråk på området. Shackleton Glacier ligger 247 meter över havet.
Terrängen runt Shackleton Glacier är varierad. Trakten är obefolkad. Det finns inga samhällen i närheten. 